# 피어트로우비츠
피어트로우비츠폴란드의 한 마을. 칼쳅시에서 약 9 킬로미터, 비스 툴라 강에서 6 킬로미터, 바르샤바에서 31 킬로미터 떨어진 곳에 위치하고 있다.
마을에는 호수와 주유소가 있다.